# Анила Мирза
Анила Мирза (на немски: Aneela Mirza) е датска певица във Великобритания.
Родена е в Дания на 8 октомври 1974 г. Има ирански, индийски и пакистански корени. Израства в Дания и Пакистан. Емигрира в Англия.
Стартира активната си музикална кариера като член на датския поп дует „Той-Бокс“ през 1995 г.
След разпадането на дуета през 2003 г. продължава музикалната си кариера солово, със сценично име Анила.
През 2004 г. издава своя дебютен солов сингъл Bombay Dreams, с участието на Араш и Ребека Задиг. През 2006 г. излиза нейният дебютен албум Mahi, в който са хитовите сингли Jaande и Chori Chori.

## Филмография
- Bombay Dreams, 2004

## Дискография

### С „Той-Бокс“
- FanTastic, 1999
- Toy Ride, 2001

### Соло
- Mahi, 2006

## Сингли
- Bombay Dreams featuring Rebecca Zadig and Arash, 2004
- Jaande, 2005
- Chori Chori featuring Arash, 2006
- Mahi, 2006